# 米克
米克（MeeK），本名史蒂芬-法蘭克·帕斯卡（英語：Stephane-Franck Pascal，1971年2月16日—），是一个英法歌手和作曲家，1971年2月16日出生于法国蒙莫朗西。
米克是一个英法独立创作流行音乐的作曲家。 
早在一般公众使用MySpace、Facebook互联网媒介之前，他就已是欧州早先少数使用互联网作为一种广告媒介的的艺术家之一。有人说，他已经成为了一个「秘密组织的艺术家」，那是因为多年来他高深莫测的行事，他很少作现场表演，所以显得有种云遮雾绕似的神秘。
米克，是一个自学成才的吉他手，钢琴家，编曲及监制。他唱法语和英语歌。他的音乐旋律优美并且围绕着多层次的和声。一些狂想扭曲的图像和流行歌词中很少采用的元素，使他的歌词有点超现实，并且非常具有讽刺意味，往往甜里带酸，或一语双关......温顺融和真正的乐器演奏，复杂高亢的和声，再交融着细腻且近乎孩童般的唱法。
2002年，他的第一张专辑名为《精神病》（Psychotique）被推出。在这张专辑里，米克自己独立伴奏了所使用到的乐器，以及制作和声。这张专辑让他在网路上越来越多的歌迷称赞不已。　
他的第二张专辑《玛格丽特和她的珠宝》（Margaret et ses bijoux）是在2004年发行，这张概念专辑更受欢迎。
同年日本的MINF唱片公司也发行了他的专辑《枕边大笨鐘》（Sleeping With Big Ben），这张专辑仅在日本市场上发行，专辑裹集合了十二首"披头四"的歌曲：米克用非电子的乐器以及他自己的声音重新唱作。
《紧急出口》（Sortie De Secours）是他的第三张专辑，他采用原始材料并且包含了单曲《六英尺下》（Six Feet Under），这个影片在YouTube上受到歌迷疯狂的热爱。

## 外部連結
- （英文）MeeK Official Website （页面存档备份，存于）
- （英文）MeeK on Facebook （页面存档备份，存于）
- （英文）MeeK on MySpace （页面存档备份，存于）